# Ligne 1 du métro de Bakou
La ligne 1 du métro de Bakou est l'une des trois lignes du réseau métropolitain de la ville de Bakou.

## Histoire
La création de la première ligne du métro de Bakou est planifiée en 1932 et 1949 par l'URSS et le premier chantier est ouvert en 1951. Néanmoins la création de la ligne est suspendue en 1953, les promoteurs invoquant un manque de moyens financiers. Après quelques modifications du tracé du fait de l'évolution de l'urbanisation de la ville, le chantier est réactivé en 1960 et la première section entre Baki Soveti (renommée İçərişəhər en 2008) et Nəriman Nərimanov, longue de 6,5 kilomètres, est mise en service le 25 novembre 1967.
Le tronçon suivant, long de 2,4 kilomètres, est ouvert le 5 mai 1970, il relie les stations Nəriman Nərimanov et Ulduz et le 25 novembre la ligne est prolongée vers un dépôt installé en surface. Deux ans plus tard, le 6 novembre 1972, la ligne est prolongée de 5,1 kilomètres jusqu'à Neftçilər.
Le 28 mars 1979 la bifurcation vers le dépôt provisoire est prolongée de 0,7 kilomètre jusqu'à Bakmil qui comporte une station et un dépôt.

## Caractéristiques

### Stations
|  |   |  | Station           | Correspondances |
|  | - |  | ----------------- | --------------- |
|  | • |  | İçərişəhər        |                 |
|  | • |  | Sahil             |                 |
|  | • |  | 28 May            | Ligne 2 (verte) |
|  | • |  | Gənclik           |                 |
|  | • |  | Nəriman Nərimanov |                 |
|  | • |  | Bakmil            |                 |
|  | • |  | Ulduz             |                 |
|  | • |  | Koroğlu           |                 |
|  | • |  | Qara Qarayev      |                 |
|  | • |  | Neftçilər         |                 |
|  | • |  | Xalqlar Dostluğu  |                 |
|  | • |  | Əhmədli           |                 |
|  | • |  | Həzi Aslanov      |                 |